# Aquila (folyóirat)
Az Aquila egy magyar madártani folyóirat, amelyet eredetileg Herman Ottó, a Magyar Ornithologiai Központ (később Magyar Madártani Intézet) kiadványaként alapított. Az Aquila eredetileg folyóirat volt, évi több füzettel, majd nagyon hamar áttért az évkönyv formátumra. 2011-től újra évente több (2) számmal jelentkező folyóirattá válik. Az Aquila a világ 8. legrégebbi madártani periodikája. 
A madártan bármely területéről jelentet meg tudományos közleményeket, de elsősorban a Pannon biogeográfiai régió – vagyis lényegében a Kárpát-medence – madárvilágáról, illetve az itt élő ornitológusok munkáit közli. A közlemények magyar vagy angol nyelven jelennek meg angol nyelvű kivonattal.
A folyóirat publikációit a Zoological Records és a Fisheries and Wildlife Review referálja. Valamennyi kötetének tartalomjegyzéke olvasható a MATARKA-ban, ahol (más folyóiratokkal együttesen) lehetőség van a szerzőkre és a cikkek szavaira való keresésre is.

## Főszerkesztők
Az évkönyv főszerkesztői voltak a kötetszámok sorrendjében:
- Herman Ottó: 1. (1894) – 21. (1914)
- Csörgey Titusz: 22. (1915)
- Chernel István: 23. (1916) – 28. (1921)
- Csörgey Titusz: 30/31. (1923/24) – 38/41. (1931/34)
- Schenk Jakab: 42/45. (1935/38) – 50. (1943)
- Vertse Albert: 51/54. (1944/45) – 75. (1968)
- Pátkai Imre: 76/77. (1969/70) – 78/79. (1971/72)
- Sterbetz István: 80/81. (1973/74) – 89. (1982)
- Bankovics Attila: 90. (1983) – 93/94. (1986/87)
- Haraszthy László: 95. (1988)
- Kalotás Zsolt: 96/97. (1989/90) – 109/110. (2002/03)
- Magyar Gábor: 111. (2004)-

## Külső hivatkozások
- A folyóirat kötetei PDF formátumban

1. ↑  Biodiversity Heritage Library